# موشيه ويلينسكي
موشيه ويلينسكي (بالعبرية: משה וילנסקי‏) (17 أبريل 1910 - 2 يناير 1997) ملحن ومؤلف موسيقي وشاعر غنائي وعازف بيانو بولندي إسرائيلي.     يُعتبر "رائد الأغنية الإسرائيلية" وأحد الملحنين الرائدين في إسرائيل.
حصل على جائزة إسرائيل في الموسيقى في عام 1983، وهي أعلى وسام شرف في الدولة.  

## حياته
ولد ويلينسكي في وارسو في بولندا.    درس الموسيقى في معهد وارسو الموسيقي في وارسو، وتخصص في قيادة الأوركسترا والتأليف الموسيقي، وهاجر إلى فلسطين عام 1932.    وتزوج من بيرتا ياكيموفسكا عام 1939.  وتوفي في عام  1997.

## عمله الموسيقي
كتب ويلينسكي الموسيقى للمسارح والفرق الموسيقية التابعة لجيش الدفاع الإسرائيلي، بما في ذلك جوقة ناحال في الخمسينيات.  وكان يعمل مع أوركسترا كول يسرائيل. 
تجمع موسيقى ويلينسكي بين الموسيقى السلافية والموسيقى الشرقية.  وقام بتأليف الموسيقى للأفلام والمسرحيات ورقصات الهورا وأغاني الكباريه وأغاني الأطفال، وكتب ما يقرب من 1500 أغنية في حياته.     
ومن أغانيه "شقائق النعمان" و"في تلك الأوقات" و"الخريف" و"رن مرتين وانتظر" و"كل يوم أخسره" و"المعركة الأخيرة" و"مقابل جبل سيناء".      
كتب موسيقى للعديد من قصائد ناتان ألترمان.  وفي عام 1962 فازت الإسرائيلية إستر رايشتات بالجائزة الثانية في مهرجان الأغنية الدولي البولندي الذي قدم فيه ويلينسكي أغنيته "الخريف". 

## جوائز
في عام 1983، حصل ويلينسكي على جائزة إسرائيل في الأغنية العبرية.   وفي عام 1990 أقامت أوركسترا إسرائيل الفيلهارمونية حفلًا موسيقيًا خاصًا احتفالا بعيد ميلاده الثمانين.  وفي عام 1998، أطلقت جمعية المؤلفين والملحنين وناشري الموسيقى في إسرائيل (ACUM) على جائزة أغنية العام اسم "جائزة موشيه ويلينسكي". 

## روابط خارجية
- السيرة الذاتية على موقع الوكالة اليهودية